# يي ملك غوجوسون
الملك يي هو سادس ملوك غجا جوسون. حكم خلال الفترة الممتدة من 972 ق. م حتى 968 ق. م. اسمه الحقيقي هو يي (بالهانغل: 예، بالهانجا: 禮). وخلفه على سدة الحكم جانغ ملك غوجوسون (Chang Wang).